# Месторождение имени Филановского
Месторождение имени Владимира Филановского — нефтегазоконденсатное месторождение России, расположенное в северной части акватории Каспийского моря в 190 км от Астрахани.
Глубина моря на участке — 7—11 м. Открыто в 2005 году. 4 августа 2016 года в ходе бурения первой скважины на месторождении получена первая нефть. Официальный ввод месторождения в промышленную эксплуатацию состоялся 31 октября 2016 года во время рабочего визита президента России Владимира Путина в Астрахань.
Центр платформы ЦТП размещается в акватории российского сектора Каспийского моря, в его северной мелководной части в 190 км южнее г. Астрахань, в 20 км восточнее острова Малый Жемчужный и в 20 км северо-восточнее острова Тюлений, в авандельте Волги.
Запасы нефти составляют 220 млн тонн, газа — 40 млрд м³.
Оператором в месторождении является Лукойл. Проектная добыча нефти должна составить 8 млн тонн.

## Освоение
Основные строения для оборудования месторождения изготавливаются на судостроительных заводах Астраханской области, а именно на ОАО «ССЗ ЛОТОС» (г. Нариманов) и ООО «АСПО» (г. Астрахань).
Проектную часть ЛСП-1, ПЖМ-1 и ПЖМ-2 выполняет ОАО «ЦКБ Коралл», ЛСП-2 — ОАО «ГСИ-Гипрокаучук», ЦТП — ООО «Си Эн Жи Эс Инжиниринг», РБ, трубопроводы и переходные мосты — ООО «ВолгоградНИПИморнефть».
В настоящее время в Каспийском море завершены работы по установке опорных частей и верхних строений платформ ЛСП-1, ПЖМ, РБ и ЦТП. Также, завершён монтаж переходных мостов между платформами. Приход буровой вышки с основанием на верхнее строение намечен на середину августа 2015 г. Начало бурения скважин запланировано на вторую половину декабря 2015 г.
С лета 2014 года на месторождении работает в качестве плавучего общежития для рабочих круизный теплоход Московского речного пароходства «Глеб Кржижановский», а с мая 2015 года к нему присоединился другой аналогичный теплоход «Т. Г. Шевченко», прежде работавший круизным судном, совершавшим рейсы по Чёрному морю и Днепру.